# BDFutbol
BDFutbol (abreviatura de Base de Datos del Fútbol) es una página web dedicada a la recopilación de datos históricos de varias ligas de fútbol europeas. Fundada en 2008 por Víctor Solà (creador también de BDBasket), se pueden consultar en ella los datos de todas las temporadas de Primera División desde 1928, de Segunda División desde 1928 y de Segunda División B desde el año 1977, además de todas las ediciones de la Copa del Rey desde el año 1903 , entre otros campeonatos, y algunas competiciones extranjeras: Bundesliga (Alemania, desde 1963); Premier League (Inglaterra, desde 1990); Serie A (Italia, desde 1929) y la Ligue 1 (Francia, desde 1994).

## Acuerdo con el diario Sport
A principios del año 2012, llegó a un acuerdo de colaboración con el diario deportivo barcelonés Sport, por la cual, desde el periódico se ofrecería información para tener las fichas más completas de los jugadores del Fútbol Club Barcelona.
Ha sido citada en diversos medios, como el caso de TV3.
Se puede consultar en español, catalán e inglés.